# 尤霍爾山
尤霍爾山是塞爾維亞的山峰，位於該國中部，處於首都貝爾格萊德東南面120公里，鄰近帕拉欽，屬於羅多彼山脈的一部分，長13公里，海拔高度774米。